# Ilpendam
Ilpendam (in frisone occidentale e nel dialetto del Waterland: Illiperdam) è un villaggio di circa 1.700 abitanti del nord-ovest dei Paesi Bassi, facente parte della provincia dell'Olanda Settentrionale e situato lungo il corso del fiume Ilp., nella regione del Waterland. Dal punto di vista amministrativo, si tratta di un ex-comune, dal 1991 inglobato nella nuova municipalità di Waterland.

## Geografia fisica
Ilpendam si trova a sud di Purmerend.

## Origini del nome
Il toponimo Ilpendam significa letteralmente "diga sull'Ilp" (v. sezione "Storia").

## Storia

### Dalle origini ai giorni nostri
Il villaggio di Ilpendam sorse nel XII secolo lungo una diga sul fiume Ilp. La popolazione originaria era costituita principalmente da agricoltori e da pescatori.
Intorno al 1622, venne costruita ad Ilpendam una fortezza, il castello di Ilpendam, sede dei signori di Purmerend e Ilpendam. Di questo castello non rimane ora nulla, essendo stato demolito nel 1872.

### Simboli
Lo stemma di Ilpendam è costituito da uno scudo giallo con quattro leoni (due di colore rosso e due di colore giallo).
Questo stemma è derivato forse da quello di Westzaan o forse da quello di Holland-Henegouwen.

## Monumenti e luoghi d'interess e
Ilpendam vanta 4 edifici classificati come rijksmonumenten .

### Architetture religiose

#### Chiesa protestante
Tra i principali edifici religiosi di Ilpendam, figura la chiesa protestante, risalente al 1656.

#### Chiesa di San Sebastiano
Altro edificio religioso di Ilpendam è la chiesa di San Sebastiano, risalente al 1870.

## Società

### Evoluzione demografica
Al censimento del 1º gennaio 2018, Ilpendam contava una popolazione pari a 1.705 abitanti, equamente ripartita tra persone di sesso maschile e di sesso femminile.
La località ha conosciuto un decremento demografico rispetto al 2017 e al 2016, quando contava rispettivamente 1.735 e 1.750 abitanti.